# Prosoeca major
Prosoeca major är en tvåvingeart som beskrevs av Mario Bezzi 1924. Prosoeca major ingår i släktet Prosoeca och familjen Nemestrinidae. Inga underarter finns listade i Catalogue of Life.